# Кулакли
Кулакли (на гръцки: Άρζος) е село в Западна Тракия, Гърция, дем Орестиада с 434 жители (2001).

## История
В XIX век Кулакли е българско село в Чирменската кааза на Одринския вилает на Османската империя. Според „Етнография на вилаетите Адрианопол, Монастир и Салоника“, издадена в Константинопол в 1878 година и отразяваща статистиката на населението от 1873 година, Кулакли (Coulakly) има 80 домакинства и 379 българи.
Според статистиката на професор Любомир Милетич в 1912 година в селото живеят 20 български екзархийски семейства смесени с турци.